# Zlatko Vitez
Zlatko Vitez (Varaždin, 22. lipnja 1950.) je hrvatski kazališni, televizijski i filmski glumac.

## Filmografija

### Televizijske uloge
- "Profesije osobno" kao glumac #1 (2008.)
- "Bitange i princeze" kao Djed Mraz (2005.)
- "Zagrljaj" (1988.)
- "Nepokoreni grad" kao ilegalac Ivan (1982.)
- "Ima nade za nomade" (1976.)

### Filmske uloge
- "Vitez, Zlatko Vitez" kao sudionik dokumentarca (2020.)
- "Život je truba" kao Zdravko (2015.)
- "Infekcija" kao doktor (2003.)
- "Kvartet" (1997.)
- "Pjevajmo pjesme, govorimo balade" (1993.)
- "Stela" kao inspektor (1990.)
- "Ljeto za sjećanje" (1990.)
- "Krvopijci" kao Bjelinski (1989.)
- "Kanarinčeva ljubovca" (1988.)
- "Pogrešna procjena" kao Josip Broz (1987.)
- "Trgovci i ljubavnici" kao Alojzije Bedenek (1986.)
- "Ljubavna pisma s predumišljajem" kao Ivan Kosor (1985.)
- "Pod starim krovovima" kao Đalski (1984.)
- "U logoru" (1983.)
- "Ekvinocij" kao Ivo Ledinić (1983.)
- "Zločin u školi" kao Zlatko Kovač (1982.)
- "Ustrijelite Kastora" (1982.)
- "Vlakom prema jugu" kao Branko Ban (1981.)
- "Poglavlje iz života Augusta Šenoe" kao August Šenoa (1981.)
- "Kasno, natporučnice" (1981.)
- "Rano sazrijevanje Marka Kovača" (1981.)
- "Turopoljski top" kao plemeniti Vlatko Ferketić (1981.)
- "Dekreti" (1980.)
- "Špijunska veza" (1980.)
- "Dugo putovanje u bijelo" (1976.)
- "Slučaj maturanta Wagnera" kao Erik (1976.)
- "Bog igre" (1975.)
- "Tena" kao Joza (1975.)
- "Smrt bijela kost" (1972.)

## Nagrade
1997. je dobio godišnju nagradu Vladimir Nazor za kazališnu umjetnost.

## Vanjske poveznice
- Zlatko Vitez u internetskoj bazi filmova IMDb-u (engl.)
- Stranica na Histrion.hr